# メルセンヌの法則

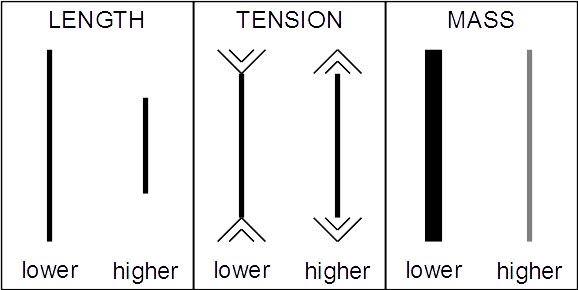
弦の長さを半分にする（1/2倍）か、張力を4倍にするか、長さあたりの質量を1/4にすると、音の高さは1オクターブ高くなる（2倍）。弦の張力が5キログラム重だとすれば、1オクターブ上の音を出すには張力を20キログラム重にしなければならない。

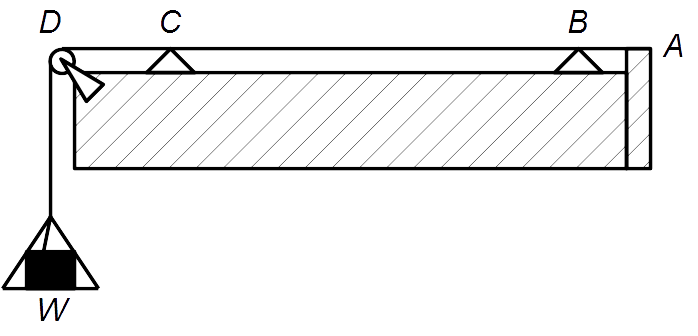
弦の一端を点Aに固定し、重量 W を吊り下げることで張力を加えたもの。弦は固定コマBおよび可動コマCの上にかけられている。Dは自由に回転する滑車である。これらの要素により、張力や弦の長さと音高に関するメルセンヌの法則を実演することができる。

メルセンヌの法則（メルセンヌのほうそく、英: Mersenne's laws）とは、張った弦もしくはモノコードを鳴らしたときの振動数に関する法則で、楽器の調律や製造に役立っている。フランスの数学者で音楽理論家でもあるマラン・メルセンヌによる1637年の著作 Traité de l'harmonie universelle で最初に提唱された。
この法則は、弦が出す音の高さ（周波数）と、弦の長さや質量、張力との間の関係を与える。ピアノやハープのような弦楽器の構造や機能はメルセンヌの法則に支配されており、弦全体に正しい音高を持たせるには、楽器は相応の張力に耐えられなければならない。低い音を発する弦は太く、したがって単位長さ当たりの質量は大きい。張力は一般に小さい。高音側の弦は通常細く、張力は大きいが、長さは短くすることもできる。
メルセンヌはこれらの関係を自身で発見したわけではない。コーエン（2013）によると、「この結果はガリレオが得ていたものと本質的に変わらないが、メルセンヌの法則と呼ばれるには十分な理由がある」。すなわち、メルセンヌが実験を通じて理論が真実であることを証明した一方、ガリレオは証明が不可能だと考えていた。メルセンヌの理論は正しかったが、測定精度はそれほど良くなかった。ジョゼフ・ソヴァール (1653-1716) はうなりを利用した測定でより良い結果を得た。

## 定式化
弦の基本周波数 f0 は以下の特徴を持つ。
- a) 弦の長さ L に反比例する（ピタゴラスの法則）[1]

{\displaystyle f_{0}\propto {\frac {1}{L}}} (式26)
- b) 張力 F の平方根に比例する

{\displaystyle f_{0}\propto {\sqrt {F}}} (式27)
- c) 弦の単位長さ当たりの質量 μ の平方根に反比例する

{\displaystyle f_{0}\propto {\frac {1}{\sqrt {\mu }}}} (式28)
したがってたとえば、弦の性質がほかの点で変化しないとすれば、音を1オクターブ高くする（振動数2倍）には、長さをその係数で割る (1/2倍) か、張力に係数の自乗をかける (4倍) か、単位長さあたりの質量を係数の自乗で割る (1/4倍) といい。
| オクターブ | 長さ        | 張力    | 質量            |
| ---------- | ----------- | ------- | --------------- |
| 1          | 1           | 1       | 1               |
| 2          | 1/2 = 0.5   | 2² = 4  | 1/2² = 0.25     |
| 3          | 1/3 = 0.33  | 3² = 9  | 1/3² = 0.11     |
| 4          | 1/4 = 0.25  | 4² = 16 | 1/4² = 0.0625   |
| 8          | 1/8 = 0.125 | 8² = 64 | 1/8² = 0.015625 |

これらの法則はメルセンヌの論文の式22
{\displaystyle f_{0}={\frac {\nu }{\lambda }}={\frac {1}{2L}}{\sqrt {\frac {F}{\mu }}}}
から導かれる。ここで ν は速度、λ は波長である。
笛や管楽器に対しては、同時期に同じような法則は発展しなかった。メルセンヌの法則が発展したのは、管楽器の音高が「振動」ではなく縦波によって決まるという考え方が確立するより早かったためである。